# Krzysztof Gawędzki
Krzysztof Gawędzki   (Żarki, 2 de juliol de 1947 - Caluire-et-Cuire, 21 de gener de 2022) a Lió, va ser un físic i matemàtic polonès.

## Biografia
Krzysztof Gawędzki es va doctorar el 1971 a Varsòvia. A la dècada de 1980 va treballar al CNRS de l'IHES, a París, França. Des del 2001, va ser director de recerca del CNRS a l'École Normale Supérieure de Lió.
Va treballar en teoria quàntica de camps, on va estudiar amb Antti Kupiainen l'aplicació de mètodes de grups de renormalització en el tractament matemàtic rigorós de diferents sistemes de models. Va treballar en particular en la teoria de camps conformals, que serveix com a model d'estudi bidimensional dels aspectes no pertorbadors de la teoria quàntica de camps (amb aplicacions en teoria de cordes i mecànica estadística), i en particular en la geometria dels models WZWN que són prototips per a teories conformals racionals.
El 1986 va identificar el Iamp de Kalb-Ramond (també anomenat camp B, que és un anàleg del camp electromagnètic en la teoria de cordes) a un 3-cocicle de cohomologia diferencial ordinària.
A la dècada del 2000, també es va interessar per l'estudi de la turbulència, de nou en col·laboració amb Kupiainen, amb qui va descobrir el 1995 un comportament d'escala anòmal de l'advecció d'un escalar passiu en models de camps aleatoris en turbulència homogènia. Des dels anys 2000, també s'ha interessat en l'estudi de la mecànica estadística de no equilibri: teoremes de fluctuació i grans desviacions.
Va estar el 2002/2003 a l'Institut d'Estudis Avançats de Princeton; el 1986, va ser ponent convidat al Congrés Internacional de Matemàtics de Berkeley (Renormalization: from Magic to Mathematics).

## Publicacions
- Symétries Quantiques / Quantum Symmetries, Les Houches (sessió LXIV, agost-setembre 1995setembre de 1995), Elsevier 1998 (com a editor amb Alain Connes i Jean Zinn-Justin)
- No equilibri statistical mechanics and turbulence, London Mathematical Society Lecture Notes 355, Cambridge University Press 2008, amb John Cardy, Gregory Falkovich
- Conformal Field Theory, Bourbaki Seminar 31, exposició 704, 1989 (a Numdam)
- Conformal Field Theory and the Geometry of Strings, CRM Proceedings and Lecture Notes, 7, 1994, pàg. 57-97, amb Jürg Fröhlich (a arXiv)
- Lectures on Conformal Field Theory, publicat a Quantum field theory and strings: a course for mathematicians, editat per Edward Witten, Robbert Dijkgraaf i Pierre Deligne, IAS/Park City Lectures 1996/97, American Mathematical Society 1999 (a CiteSeer)